# Sidy Cissoko
Pour les articles homonymes, voir Cissoko.
Sidy Cissoko, né le 2 avril 2004 à Saint-Maurice dans le Val-de-Marne, est un joueur français de basket-ball évoluant au poste d'ailier.

## Biographie
Sidy Cissoko est le fils de Yakia Cissoko, membre de l’équipe de basket-ball du Sénégal aux Jeux olympiques de Moscou en 1980, et frère de Boukhary Cissoko, joueur de NM1. Il commence le basket-ball dans son club local de Draveil. Par la suite, il devient licencié à l'US Ris-Orangis et rejoint en parallèle le CTC Centre Essonne, une coopération territoriale réunissant les clubs de Brétigny-sur-Orge et Ris-Orangis évoluant en minime France. Il fait notamment ses armes dans cette équipe avec Melvin Ajinça et Brice Dessert, deux autres joueurs qui deviendront professionnels. Il y joue jusqu'en U15 première année et une défaite contre Marne-la-Vallée Basket (62-83) le 21 janvier 2018,. Par la suite, il prend la direction du pays basque espagnol et intègre le centre de formation du Saski Baskonia situé dans la ville de Vitoria-Gasteiz.

### Saski Baskonia puis Iraurgi SB (2021-2022)
Il dispute sa première rencontre professionnelle officielle sous le maillot de Saski Baskonia le 26 septembre 2021 à l'âge de 17 ans. Dans une défaite des siens (en compagnie, entre autres, de Wade Baldwin IV et Simone Fontecchio) face au Joventut Badalona (61-72) en Liga ACB, il joue une minute et ne marque pas. Dans la foulée, il est prêté pour une année à Iraurgi SB (en), un club basque détenu par le Saski Baskonia et qui évolue en deuxième division espagnole. Avec sa nouvelle formation, il fait ses débuts le 9 octobre 2021 contre le Bàsquet Girona. À cette occasion, il inscrit 11 points. Durant la saison, il marque notamment 24 points contre Covirán Granada (en) et réalise une rencontre à 21 d'évaluation en toute fin d'exercice face à Palencia Baloncesto (en) (20 points, 6 rebonds, 7 passes et 2 interceptions).

### NBA G League Ignite (2022-2023)
Le 29 juin 2022, il signe aux États-Unis en faveur de la formation NBA G League Ignite, une équipe affiliée à la NBA G League et dédiée au développement de jeunes talents. Par la même occasion, il devient le premier Européen à s'engager dans ce programme qui a vu passer des joueurs sélectionnés parmi les dix premiers choix d'une draft tels que Jalen Green, Jonathan Kuminga ou Dyson Daniels. Plusieurs sites spécialisés, dont ESPN, prévoient que Sidy Cissoko sera sélectionné au premier tour de la draft 2023 de la NBA. De plus, il rejoint dans cette équipe Scoot Henderson, un meneur promis au premier ou second choix de cette même draft en compagnie du Français Victor Wembanyama.
Les 17 et 18 janvier 2023, il bat successivement son record de points inscrits (21) puis son record d'évaluation (23) en NBA G League, les deux fois contre les Mad Ants de Fort Wayne.
Les 24 et 25 janvier 2023, lors de deux rencontres consécutives face au Hustle de Memphis, il bat à nouveau ses records de points marqués et d'évaluation en NBA G League. Le premier jour, il inscrit 23 points, prend 6 rebonds et délivre 6 passes décisives pour 28 d'évaluation. Le lendemain, il marque 24 points à 7 sur 14 aux tirs.
Le 15 mars 2023, il égale son record de points inscrits en une rencontre (24) face au Skyforce de Sioux Falls. Par la même occasion, il capte 5 rebonds et réalise 3 passes décisives.

### Spurs de San Antonio (2023-février 2025)
Fin avril 2023, il se présente officiellement à la draft 2023 de la NBA. Il est choisi en 44e position par les Spurs de San Antonio.
En juillet 2023, il signe un contrat garanti de plusieurs saisons avec la franchise texane. Cissoko est toutefois envoyé dans l'équipe affiliée des Spurs en G-League, afin de jouer pour les Spurs d'Austin durant la majorité de la première saison.
Cissoko est transféré, en février 2025, aux Kings de Sacramento. Dans la foulée, il est échangé aux Wizards de Washington contre Jonas Valančiūnas, puis est coupé 17 h plus tard,.

### Trail Blazers de Portland (depuis février 2025)
Le 9 février 2025, il signe un contrat two-way avec les Trail Blazers de Portland.

### Équipes de France jeunes
Durant l'été 2021, il joue ses premiers matchs internationaux en sélections de jeunes. Il prend part à cinq rencontres lors des European Challengers U18 de 2021 (en). Il inscrit 39 points en 5 rencontres.
En juillet et août 2022, il participe au Championnat d'Europe des moins de 18 ans. Il marque 79 points et délivre 22 passes décisives en 7 matchs.

## Statistiques

### En G League
| Saison    | Équipe          | Matchs | Titul. | Min./m | % Tir | % 3pts | % LF | Rbds/m. | Pass/m. | Int/m. | Ctr/m. | Pts/m. |
| --------- | --------------- | ------ | ------ | ------ | ----- | ------ | ---- | ------- | ------- | ------ | ------ | ------ |
| 2022-2023 | G League Ignite | 28     | 28     | 29,3   | 45,5  | 30,4   | 64,5 | 2,80    | 3,60    | 1,10   | 1,0    | 12,8   |
| 2023-2024 | Austin          | 23     | 23     | 29,3   | 44,1  | 24,5   | 63,6 | 4,90    | 3,30    | 1,30   | 0,80   | 15,5   |

### En NBA

#### Saison régulière
| Saison    | Équipe      | Matchs | Titul. | Min./m | % Tir | % 3pts | % LF | Rbds/m. | Pass/m. | Int/m. | Ctr/m. | Pts/m. |
| --------- | ----------- | ------ | ------ | ------ | ----- | ------ | ---- | ------- | ------- | ------ | ------ | ------ |
| 2023-2024 | San Antonio | 11     | 0      | 9,9    | 52,0  | 10,0   | 84,6 | 1,60    | 0,50    | 0,40   | 0,10   | 3,50   |
| Carrière  | Carrière    | 11     | 0      | 9,9    | 52,0  | 10,0   | 84,6 | 1,60    | 0,50    | 0,40   | 0,10   | 3,50   |

## Records sur une rencontre en NBA
Les records personnels de Sidy Cissoko en NBA sont les suivants, :
| Type de statistique        | Saison régulière | Saison régulière          | Saison régulière |
| Type de statistique        | Record           | Adversaire                | Date             |
| -------------------------- | ---------------- | ------------------------- | ---------------- |
| Points                     | 14               | @ Thunder d'Oklahoma City | 10 avril 2024    |
| Paniers marqués            | 4                | 2 fois                    | 2 fois           |
| Paniers tentés             | 7                | Pistons de Detroit        | 14 avril 2024    |
| Paniers à 3 points réussis | 1                | @ Thunder d'Oklahoma City | 10 avril 2024    |
| Paniers à 3 points tentés  | 3                | @ Thunder d'Oklahoma City | 10 avril 2024    |
| Lancers francs réussis     | 5                | @ Thunder d'Oklahoma City | 10 avril 2024    |
| Lancers francs tentés      | 7                | @ Thunder d'Oklahoma City | 10 avril 2024    |
| Rebonds offensifs          | 3                | @ Thunder d'Oklahoma City | 10 avril 2024    |
| Rebonds défensifs          | 3                | 2 fois                    | 2 fois           |
| Rebonds totaux             | 5                | @ Thunder d'Oklahoma City | 10 avril 2024    |
| Passes décisives           | 5                | Pistons de Detroit        | 14 avril 2024    |
| Interceptions              | 3                | Pistons de Detroit        | 14 avril 2024    |
| Contres                    | 2                | Pistons de Detroit        | 14 avril 2024    |
| Balles perdues             | 1                | 3 fois                    | 3 fois           |
| Minutes jouées             | 32               | Pistons de Detroit        | 14 avril 2024    |

- Double-double : 0
- Triple-double : 0

Dernière mise à jour : 14 avril 2024

## Palmarès et distinctions individuelles

### Sur la scène internationale
- Sélectionné pour représenter la France au Nike Hoop Summit 2022

### En club
NBA G League Ignite :
- Sélectionné pour le Rising Stars Challenge du NBA All-Star Game 2023

## Style de jeu
De ses dires, Sidy Cissoko préfère jouer au poste de meneur. Polyvalent, il peut autant marquer, faire marquer que défendre durement. Il a également la capacité d'évoluer aux postes d'arrière et d'ailier grâce à des mensurations qui l'aident lors des tâches défensives contre les adversaires de grande taille.